# HD 28185
HD 28185 – gwiazda typu żółty karzeł podobna do Słońca, położona w gwiazdozbiorze Erydanu. Jest oddalona od Ziemi o około 129 lat świetlnych. Jej obserwowana jasność wynosi 7,81m, czyli nie jest widoczna gołym okiem.
W 2001 roku odkryto planetę HD 28185 b okrążającą tę gwiazdę w średniej odległości 1,03 j.a. Jej masa wynosi co najmniej 5,7 masy Jowisza, a jeden obieg wokół gwiazdy zajmuje jej około 383 dni.